# 양육비
양육비는 결혼 또는 기타 유사한 관계가 종료된 후 부모가 자녀의 재정적 이익을 위해 지속적으로 정기적으로 지급하는 양육 방식이다. 자녀 양육비는 채무자가 직접 또는 간접적으로 채권자에게 지급하며, 관계가 종료되었거나 경우에 따라 존재하지 않는 자녀의 돌봄과 지원을 제공한다. 채무자는 종종 비양육 부모이며 채권자는 일반적으로 양육권을 가진 부모이다.